# Laila (Schauspielerin)

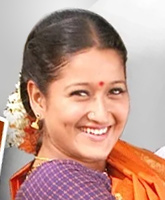
Laila, 2016

Laila (* 24. Oktober 1980 in Goa) ist eine indische Schauspielerin. Sie spielte Rollen in tamilischen, Telugu-, Malayalam- und Hindi-Filmen.
Seit dem 6. Januar 2006 ist sie mit dem iranischen Geschäftsmann Mehdi verheiratet.